# Jardim Botânico (Goiânia)
O Jardim Botânico de Goiânia é a maior área verde da cidade. Fundado em 1978, o parque fica no bairro Pedro Ludovico. Nele abriga-se um remanescente de área fechada de mata, com espécies nativas do cerrado e animais silvestres. Possui lago e pista de caminhada e em breve contará com um borboletário. O parque tem livre acesso durante o dia e a noite .